# Poto Argiro (catapán)
Poto Argiro (en latín, Argyrus; en italiano, Poto Argiro) fue catapán de Italia durante los azarosos años comprendidos entre 1029 y 1031. Poto Argiro reemplazó a Cristóbal Burgaris como catapán e, inmediatamente, tuvo que enfrentarse a nuevos ataques sarracenos. En 1031, fue completamente derrotado por ellos en Cassanum (Calabria, no lejos de Síbaris), donde murió y fue reemplazado por Miguel Protospatario. 